# X Congresso nazionale del Partito Comunista Cinese
Il X Congresso del Partito Comunista Cinese si tenne a Pechino fra il 24 e il 28 agosto 1973. Esso rappresentò una vittoria della linea maoista contro la fazione legata a Lin Biao, morto due anni prima dopo avere tentato un colpo di Stato.

## Svolgimento del Congresso
Delegati: 1.249
Membri del Partito: 28 milioni
Il Congresso si aprì con la sconfitta della fazione legata a Lin Biao, composta dalle guardie rosse che avevano anche causato scontri di piazza con gli operai e che praticavano un culto praticamente religioso della figura di Mao. La linea della Rivoluzione culturale venne saldamente mantenuta, ma il Partito si aprì ad una severa critica di Lin Biao e dei suoi errori, giudicati di "arrivismo di sinistra", o "ultrasinistrismo". Iniziò a formarsi la "banda dei quattro", fra cui c'era anche Jiang Qing. Mao li criticò, rimproverandoli di formare una setta di quattro persone estranea agli interessi del Partito e delle masse.
Mao Zedong venne rieletto presidente del Partito nella prima riunione del Comitato Centrale. Zhou Enlai venne eletto vicepresidente.

## Giudizio ufficiale cinese
Il giudizio è stato dato dalla fazione di Deng Xiaoping, oggi continuata dall'attuale Segretario Hu Jintao. I maoisti sono divisi sul giudizio da dare alla "banda dei quattro": organizzazioni come il Partito Marxista-Leninista Italiano, o il Partito Comunista Marxista-Leninista di Grecia, sostengono che effettivamente la banda volesse tentare di usurpare il controllo del Partito e che rappresentasse una deviazione di sinistra; altri partiti, come molti degli alleati internazionali di Sendero Luminoso, sostengono che invece Jiang Qing fosse l'ideale successore di Mao, a differenza di Hua Guofeng.